# Estación Empalme San Carlos
Empalme San Carlos era una estación de ferrocarril ubicada en la localidad homónima, provincia de Santa Fe, Argentina.
Sus vías correspondían a los siguientes Ramales:
- F2
- F4 (Estación Terminal)
- F9 (Estación Terminal)

Todas del Ferrocarril General Belgrano
Sus vías e instalaciones están operadas por la empresa Trenes Argentinos Cargas.
La estación fue habilitada en 1883 por el Ferrocarril Provincial de Santa Fe y clausurada en 1993.

## Servicios
Actualmente no presta servicios de pasajeros ni de cargas.
Una vez finalizado el Plan Circunvalar Ferroviario, se volvería a utilizar la estación para el servicio de carga que uniría los ramales F1, F4, F y A, evitando circular por medio de la Ciudad de Santa Fe, y así mejorar la cantidad, la calidad y la velocidad de los servicios de carga hacia el Puerto de Rosario. Esto redundaría en habilitar servicios de pasajeros entre Santa Fe y Laguna Paiva, entre otros destinos, ya que las vías quedarían libres para los mismos.

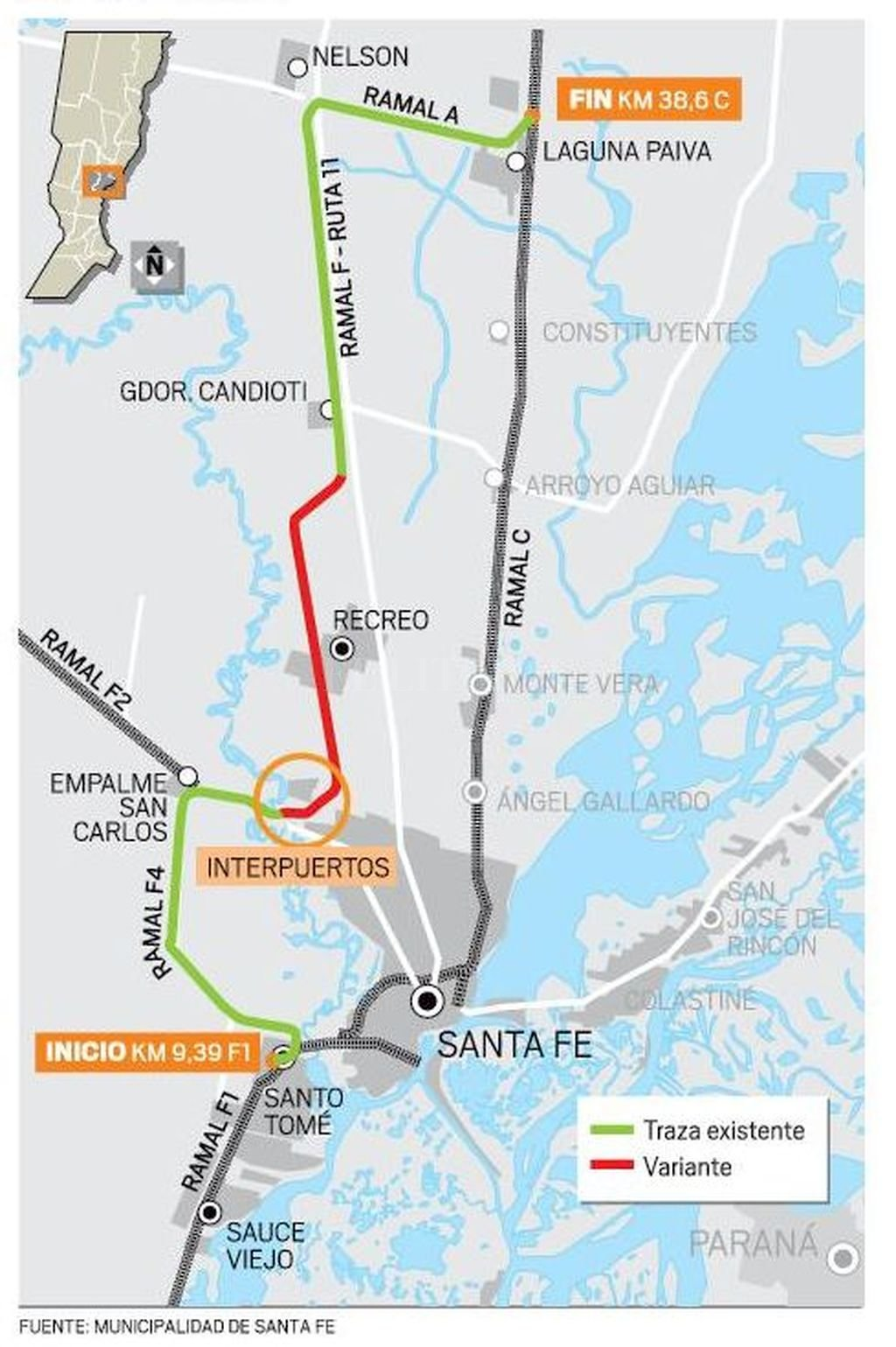
Mapa del Circunvalar Ferroviario